# De Hel van Kasterlee
De Hel van Kasterlee is een duatlonwedstrijd die in de Antwerpse Kempen wordt gehouden, in de gemeente Kasterlee nabij Geel. De winterduatlon wordt georganiseerd door De Kastelse Durvers. Deze vindt meestal plaats in de maand december. Tijdens de duathlon loopt men circa 15 kilometer, mountainbiket men circa 120 km en sluit men af met een looptocht van circa 30 kilometer. Het zijn vooral de weersomstandigheden en het parcours die het behoorlijk lastig maken voor de deelnemers.
Een notabele winnaar van deze wedstrijd is Seppe Odeyn, die tussen 2013 en 2022 erin slaagde om tien keer op rij te winnen.